# 陳美道
陳美道（1577年—1616年），號淡源，南京興武衛官籍，常州府武進縣人，明朝政治人物。

## 生平
万历三十七年（1609年）己酉科應天鄉試舉人，四十四年（1616年）丙辰科进士，未授官卒。

## 家族
曾祖陈模。祖父陈燿。父陈执。